# Банерджи, Сурендранатх
Сурендранатх Банерджи (бенг. সুরেন্দ্রনাথ বন্দ্যোপাধ্যায়, 10 ноября 1848 — 6 августа 1925) — индийский политический и общественный деятель, один из первых индийский политических лидеров во время британского владычества. Он основал Индийскую национальную ассоциацию — одну из первых индийских политических организаций, а затем стал верховным лидером Индийского национального конгресса. Был также известен под прозвищем Rashtraguru (учитель нации).

## Биография
Родился в Калькутте в семье брамина, по национальности был бенгальцем. Его отец был врачом и либерально настроенным человеком, и Банерджи с детства находился под его сильным влиянием. Учился в Индуистском колледже, университете Калькутты, а в 1868 году со своим другом Р. Ч. Даттом был отправлен в Англию, чтобы держать экзамен на право поступления на британскую государственную службу. Пытался сдать экзамен уже в 1869 году, но тогда возник спор по поводу его точного возраста. Будучи повторно допущен к экзамену в 1871 году и успешно сдав его, получил место помощника судьи в Силхете, но вскоре был уволен со службы по причине того, что был бенгальцем. Протестуя против подобной дискриминации, Банерджи отправился в Англию искать там помощи, но безуспешно. В Англии он пробыл год, с 1874 по 1875, изучив за это время труды ряда либеральных философов и став убеждённым противником британской власти в Индии.
Вернувшись в Индию в июне 1875 года, Банерджи стал преподавать английский язык в высших учебных заведениях, а в 1882 году основал собственный Рипон-колледж. Активно выступал с публичными лекциями по индийской истории и на политические темы, осуждал проявляемую англичанами по отношению к народам Индии расовую дискриминацию, а 26 июля 1876 года основал Индийскую национальную ассоциацию. После образования в 1885 году Индийского национального конгресса Банерджи способствовал его объединению с ИНА; в 1895 году был избран председателем Конгресса в Пуне, в 1902 году — в Ахмадабаде.
Активно выступал против раздела провинции Бенгалия в 1905 году. Придерживался, тем не менее, достаточно умеренных взглядов и предлагал решать проблемы с англичанами мирным путём, что в середине 1900-х годов привело к снижению его популярности. Впоследствии критиковал методы гражданского неповиновения, практикуемые Махатмой Ганди, и даже был посвящён в рыцари за политическую поддержку Британской империи в 1921 году.
Несмотря на противоречивую оценку деятельности, в современной Индии Банерджи почитается как один из пионеров движения за независимость, его именем названы многие учреждения страны.